# Сволвер
Сволвер (норв. Svolvær) — адміністративний центр комуни Воган, фюльке Нурланн, Норвегія. Населення міста становить 4230 жителів (2012 рік).
Сволвер був відділений, як місто і окрема комуна, від комуни Воган в 1919 році, але потім назад увійшов до складу Вогана 1 січня 1964 року.

## Історія та економіка

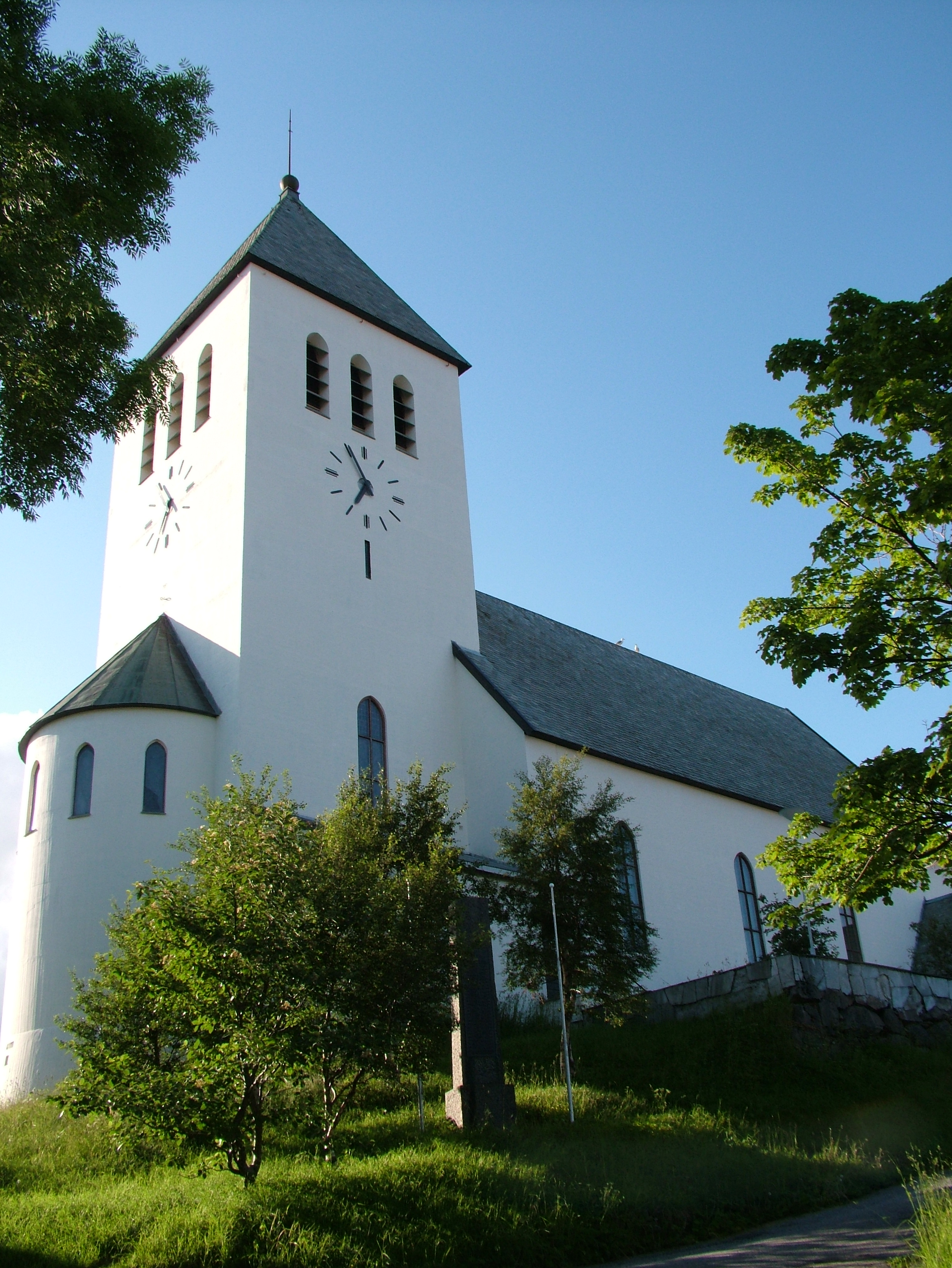
Церква в Сволвері

Перше міське поселення відоме в Північній Норвегії, Вогар (норв. Vågar) був розташований у вузькій природній гавані біля Кабельвога на південь від Сволвера. Вогар згадується в книзі «Коло Земне» і можливо був заснований раніше 800-х років. Перша церква, побудована в Північній Норвегії була, найімовірніше, побудована тут приблизно 900 років тому. Найбільший вилов тріски взимку завжди був найважливішою економічною основою для міста, нині[коли?] також дуже важливі рибні ферми (лосось), а також компанії Secora і Lofotkraft. Сволвер отримав самоврядування в 1919 році, проте пізніше був об'єднаний із сусідньої комуною в 1964 році. Міське управління було проголошено знову в 1996 році. Туризм є все більш і більш важливим, і Сволвер є транспортним вузлом і улюбленим місцем відправлення для туристичних екскурсій по островах. Приблизно 200 тис. туристів відвідують Сволвер кожен рік. Новий 10-ти поверховий комбінований культурний центр і готель на 1160 номерів був відкритий у березні 2009 року. У Сволвері знаходиться кілька художніх галерей (,  [Архівовано 29 червня 2016 у Wayback Machine.]). У місті знаходиться музей Другої світової війни — Lofoten Krigsminnemuseum (). Оглядові екскурсії із спостереження за косатками вирушають із Сволвера пізньої осені та взимку. Човнові екскурсії до найближчої протоки Рафтсундет і його відомого «відгалуження» — Тролльфьорда також вирушають із Сволвера.

## Транспортне сполучення

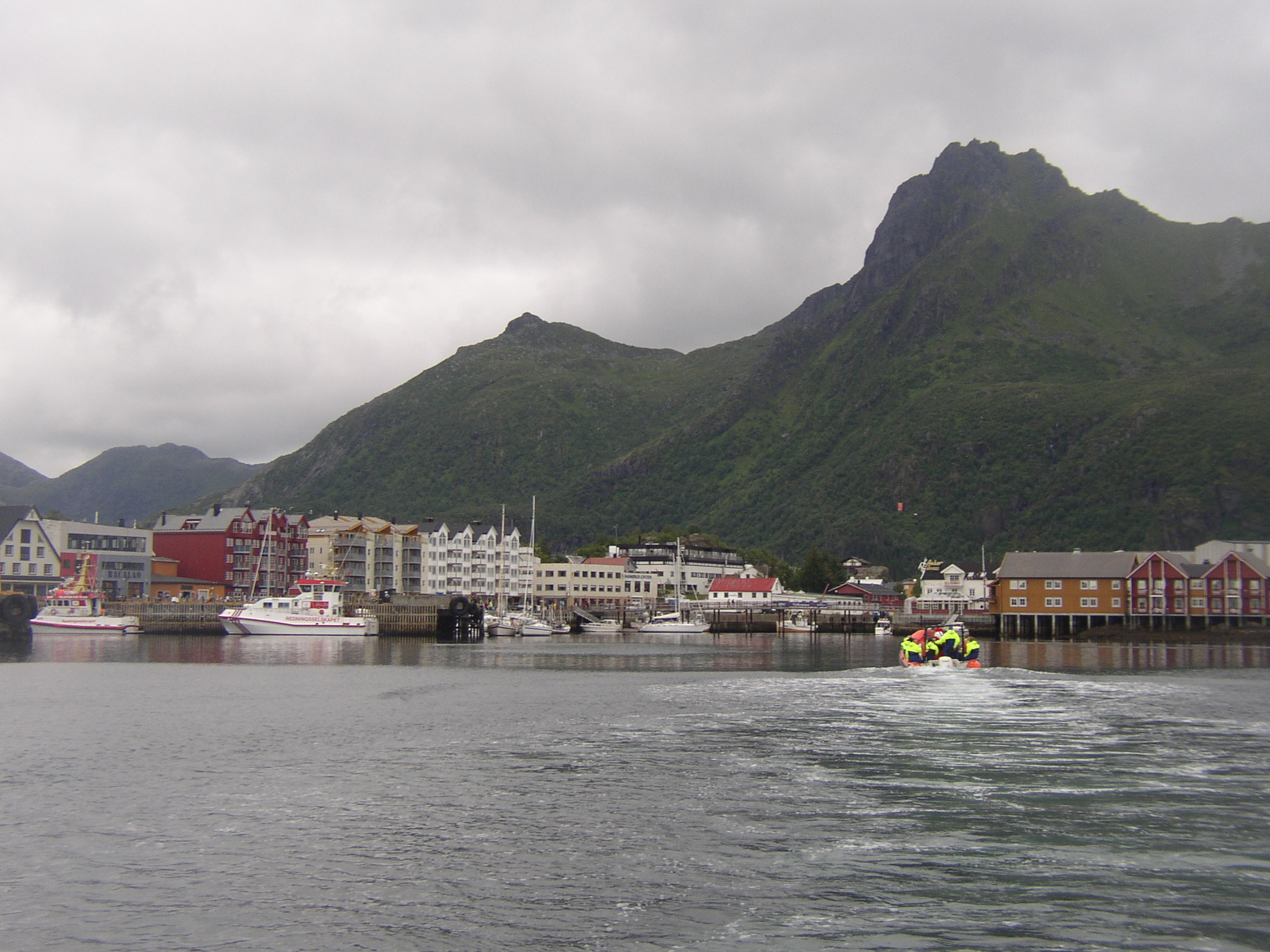
Гавань Сволвера

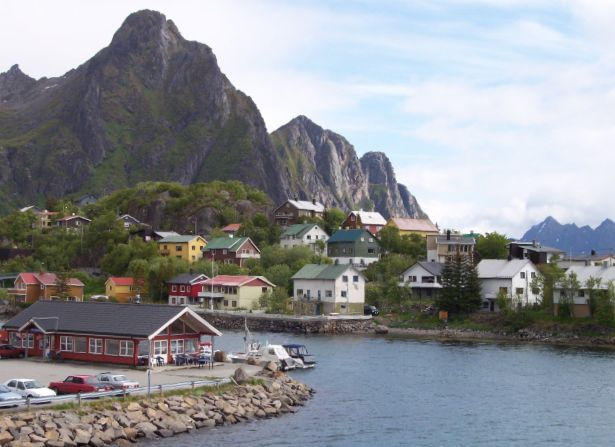
Вид на Сволвер з гавані для поромів

Частина міста побудована на маленьких островах, з'єднаних мостами. Біля міста знаходиться регіональний аеропорт Сволвера в Хелле, а також порт для Хуртігрутена. Поромне сполучення налагоджено із Скутвіком в Хамарьой, а човновий експрес ходить в Буде. Траса Лобаста була офіційно відкрита 1 грудня 2007 року, з'єднавши Сволвер з материком і аеропортом Харстад/Нарвік в Евенесі. Регулярні рейсові автобуси вирушають до Евенеса (3 години) та Нарвіка (4 години 15 хв). Човнове сполучення налагоджено із сусіднім мальовничим островом Скрова, де відкриваються чудові види з пагорба в усіх напрямках.

## Розташування та клімат
Сволвер розташований у Лофотені на південному березі острова Еуствогьой, що омивається морем, з півдня і з горами в північній частині. Найвідоміша гора, Сволвергейта (Svolværgeita), була вперше підкорена у 1910 році. Сволвер частково розташований на маленьких островах, таких як Свіньоя, з'єднаних з основним островом дорогою через міст Свіньоя. Захищена горами із заходу і півночі, територія Сволвера має менш туманну і вищу денну температуру влітку, ніж західна частина Лофотена, але деякі гори, в той же час, створюють більш масивний орографічний рівень опадів в дощові дні ( [Архівовано 30 жовтня 2020 у Wayback Machine.]). Опади найвищі восени і взимку, середній рівень у жовтні втричі вище, ніж у червні.
| Клімат Сволвер (останні 10 років)        | Клімат Сволвер (останні 10 років) | Клімат Сволвер (останні 10 років) | Клімат Сволвер (останні 10 років) | Клімат Сволвер (останні 10 років) | Клімат Сволвер (останні 10 років) | Клімат Сволвер (останні 10 років) | Клімат Сволвер (останні 10 років) | Клімат Сволвер (останні 10 років) | Клімат Сволвер (останні 10 років) | Клімат Сволвер (останні 10 років) | Клімат Сволвер (останні 10 років) | Клімат Сволвер (останні 10 років) | Клімат Сволвер (останні 10 років) |
| Показник                                 | Січ.                              | Лют.                              | Бер.                              | Квіт.                             | Трав.                             | Черв.                             | Лип.                              | Серп.                             | Вер.                              | Жовт.                             | Лист.                             | Груд.                             |                                   |
| Середній максимум, °C                    | 2                                 | 1                                 | 1                                 | 4                                 | 8                                 | 12                                | 16                                | 14                                | 11                                | 7                                 | 5                                 | 3                                 |                                   |
| Середній мінімум, °C                     | −1                                | −2                                | −1                                | 2                                 | 6                                 | 9                                 | 12                                | 12                                | 9                                 | 6                                 | 3                                 | 1                                 |                                   |
| ---------------------------------------- | --------------------------------- | --------------------------------- | --------------------------------- | --------------------------------- | --------------------------------- | --------------------------------- | --------------------------------- | --------------------------------- | --------------------------------- | --------------------------------- | --------------------------------- | --------------------------------- | --------------------------------- |
| Джерело: Storm Weather Center 11.12.2009 |                                   |                                   |                                   |                                   |                                   |                                   |                                   |                                   |                                   |                                   |                                   |                                   |                                   |

## Міста-побратими
- Анкона, Марці, Італія

|                            |                           |                                                                                            |
| Сволвер, червень 2005 року | Сволвер близько 1890 року | Гавань Сволвера («From Svolvær harbor») — картина Гуннара Берга, який народився в Сволвері |